# Mostra estadística

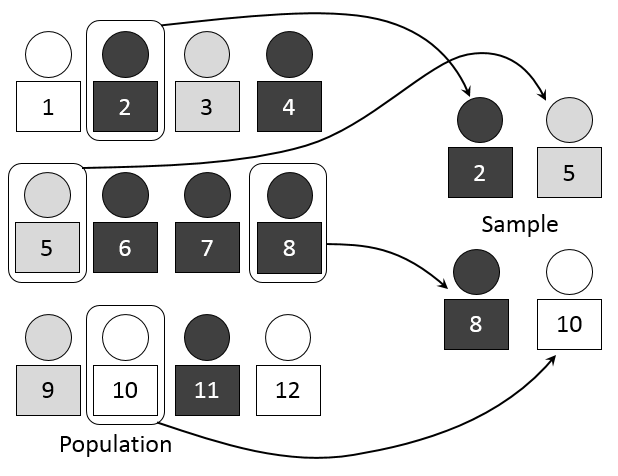
Representació visual de la selecció d'una mostra

Una mostra és un subconjunt dels individus d'una població. El seu ús és fonamental en les ciències observacionals. Una mostra pretén explorar i extrapolar determinades variables al conjunt de la població estudiada. És particularment usada en aquells casos en què realitzar un cens és o bé impracticable o massa costós, bé sigui per qüestions econòmiques o de recursos humans de l'estudi. La mostra representa un subconjunt de mida manejable. El procés de recollida d'informació d'una mostra és el mostreig.
Habitualment s'espera d'una mostra que reflecteixi el perfil mitjà de la població, és a dir que eviti ser esbiaixada. Per tal d'evitar aquests biaixos habitualment es fa servir un mostreig aleatori o mostreig probabilístic. Aquest tipus de mostres es defineixen com a mostres on la probabilitat de ser seleccionat de qualsevol individu de la població és exactament igual que qualsevol altre individu de la població. Amb tot en determinats estudis pot ser necessari no realitzar un mostreig aleatori sinó un mostreig no probabilístic.

## Mostreig probabilístic
El mostreig probabilístic és un dels grups de tècniques de mostreig juntament amb el no probabilístic. Generalment, és millor utilitzar el primer esmentat. Aquest utilitza algun sistema de selecció aleatòria que permet garantir que cada unitat de la mostra de la població tingui una probabilitat específica de ser seleccionada posteriorment. La unitat de mostreig és l'element sobre el qual s'aplicaran aquestes tècniques de mostreig i poden ser comarques, hospitals, persones, etc.

### Mostreig aleatori simple
Aquest procés implica definir el conjunt d'individus de la població d'estudi, la grandària de la població (N), i un cop definida a partir d'aquest registre seleccionar-los aleatòriament. Aquest mostreig pot ser difícil de realitzar en aquells casos que la població és difícil de reclutar o els registres existents són poc exhaustius, així doncs definir la grandària i els individus que componen la població és essencial.

### Mostreig sistemàtic
És una variant del mostreig aleatori simple (MAS) en què després de definir la població d'estudi i es té la mostra ordenada en una llista s'inicia la presa del primer element de la mostra de forma aleatòria. Després cal calcular una constant, que es denomina coeficient d'elevació {\displaystyle k=N/n}; on N és la mida de la població estudiada i n la mida de la mostra. Després cal triar a l'atzar un nombre entre 1 i k, i prendre els elements de k en k al llarg de la llista. Ocasionalment, és convenient tenir en compte la periodicitat del fenomen.
S'utilitza quan l'univers o població és de gran mida, o l'estudi s'ha d'estendre en el temps. Primer cal identificar les unitats i relacionar-les amb el calendari (quan escaigui). Això vol dir que si tenim un determinat nombre de persones que és la població i es vol escollir d'aquesta població un nombre més petit que és la mostra, es divideix el nombre de la població pel nombre de la mostra que es vol prendre i el resultat d'aquesta operació serà l'interval, llavors s'escull un nombre a l'atzar des d'un fins al número de l'interval, i a partir d'aquest número escollim els altres seguint l'ordre de l'interval.

### Mostreig aleatori estratificat
És una altra variant del MAS. En aquest cas cal definir la mida de la població (N) i els estrats en què es classificaran cadascun dels individus de la mostra (p. ex.: barri de residència, nivell d'estudis...). És d'interès quan es poden presentar variacions de les variables d'estudi segons l'estrat al qual pertanyen els individus de la mostra. En estudis sobre poblacions humanes resulta d'interès, ja que permet creuar les mostres recollides amb dades recollides en censos de població. No obstant afegeix una nova variable a recollir durant el mostreig.

### Mostreig per estadis múltiples
Aquesta tècnica és l'única opció quan no es disposa de llista completa de la població de referència o bé quan per mitjà de la tècnica de mostreig simple o estratificat s'obté una mostra amb unitats distribuïdes de tal manera que resulten de difícil accés. En el mostreig d'estadis múltiples es subdivideix la població en diversos nivells ordenats que s'extreuen successivament per mitjà d'un procediment d'embut. El mostreig es desenvolupa en diverses fases o extraccions successives per a cada nivell.
Per exemple, si hem de construir una mostra de professors de primària d'un país determinat, aquests poden subdividir en unitats primàries representades per circumscripcions didàctiques i unitats secundàries que serien els mateixos professors. En primer lloc s'extrauria una mostra de les unitats primàries (per a això hem de tenir la llista completa d'aquestes unitats) i en segon lloc extraiem aleatòriament una mostra d'unitats secundàries de cada una de les primàries seleccionades a la primera extracció.

### Mostreig per conglomerats
Tècnica similar al mostreig per estadis múltiples, s'utilitza quan la població està dividida, de manera natural, en grups que se suposa que contenen tota la variabilitat de la població, és a dir, la representen fidelment respecte a la característica a triar, poden seleccionar només alguns d'aquests grups o conglomerats per a la realització de l'estudi.
Dins dels grups seleccionats s'ubicaran les unitats elementals, per exemple, les persones a enquestar, i podria aplicar-se l'instrument de mesura a totes les unitats, és a dir, els membres del grup, o només se li podria aplicar a alguns d'ells, seleccionats a l'atzar. Aquest mètode té l'avantatge de simplificar la recollida d'informació mostral. Quan, dins de cada conglomerat seleccionat, s'extreuen alguns individus per integrar la mostra, el disseny es diu mostreig bietàpic.
Les idees d'estrats i conglomerats són, en cert sentit, oposades. El primer mètode funciona millor com més homogènia és la població respecte de l'estrat, encara que més diferents són aquests entre si. En el segon, passa el contrari. Els conglomerats han de presentar tota la variabilitat, tot i que han de ser molt semblants entre si.

## Mostreig no probabilísitics
Aquell per al qual no es pot calcular la probabilitat d'extracció d'un determinat individu, bé perquè es desconeix la mida de la població. Es busca seleccionar individus que es pressuposa que tenen un coneixement profund del tema que s'estudia, per tant, es considera que la informació aportada per aquestes persones és vital per a la presa de decisions.

### Mostreig per quotes
És la tècnica més difosa sobretot en estudis de mercat i sondejos d'opinió. En primer lloc es divideix la població de referència en diversos estrats definits per algunes variables de distribució coneguda (com el gènere o l'edat). Posteriorment es calcula el pes proporcional de cada estrat, és a dir, la part proporcional de població que representen. Finalment es multiplica cada pes per la grandària de n de la mostra per a determinar la quota precisa en cada estrat. Es diferencia del mostreig estratificat en el fet que un cop determinada la quota, l'investigador és lliure d'elegir els subjectes de la mostra dins de cada estrat.

### Mostreig de bola de neu
Indicat per a estudis de poblacions clandestines, minoritàries o molt disperses però en contacte entre si. Consisteix a identificar subjectes que s'inclouran en la mostra a partir dels propis entrevistats. Partint d'una petita quantitat d'individus que compleixen els requisits necessaris aquests serveixen com localitzadors d'altres amb característiques anàlogues.

### Mostreig subjectiu per decisió raonada
En aquest cas les unitats de la mostra es trien en funció d'algunes de les seves característiques de manera racional i no casual. Una variant d'aquesta tècnica és el mostreig compensat o equilibrat, en el qual es seleccionen les unitats de tal manera que la mitjana aritmètica de la mostra per a determinades variables s'apropi a la mitjana de la població.